# Єгорлик
Єгорлик, Великий Єгорлик (рос. Егорлык, Большой Егорлык) — річка у Передкавказзі, що протікає територією Ставропольського краю (Шпаковський, Новоолександрівський, Ізобільненський, Труновський, Красногвардійський райони), Калмикії (Городовиковський район) та Ростовської області (Піщанокопський й Сальський райони). Впадає в Пролетарське водосховище. Довжина — 448 км, площа водозабірного басейну — 15300 км².